# 잭 콜백
잭 레이먼드 콜백(Jack Raymond Colback, 1989년 10월 24일 ~ )는 잉글랜드의 축구 선수이다. 현재 퀸스 파크 레인저스에서 미드필더로 뛰고 있다.

## 수상 경력
뉴캐슬 유나이티드
- EFL 챔피언십: 2016-17